# نویل لیتلتون
نویل لیتلتون (انگلیسی: Neville Lyttelton; ۲۸ اکتبر ۱۸۴۵ – ۶ ژوئیهٔ ۱۹۳۱) ژنرال نیروی زمینی بریتانیا بود، که در فاصله سال‌های ۱۹۰۴ تا ۱۹۰۸ به‌عنوان نخستین رئیس ستاد کل بریتانیا فعالیت می‌کرد. 
وی در حملات فینیان‌ها، نهضت مهدیون، جنگ انگلیس و مصر و جنگ بوئر دوم حضور داشت و برندهٔ جوایزی همچون نشان حمام و نشان سلطنتی ویکتوریایی شد.